# 董槐
董槐（1187年—1262年），字庭植，號榘堂，濠州定遠（今安徽省定遠縣）人，南宋末年官員。

## 生平
宋寧宗嘉定三年進士，他於淳祐年間，擔任沿江制置使、江東宣撫使及建康知府，他於任上大力整頓軍政、培訓士卒。後來擔任廣西簽判兼提刑，並上書宋帝守禦七策；又和交趾國立約互不犯邊、歸還侵地及通商貿易之事。官升至簽書樞密院事、同門下平章政事、參知政事等要職。蒙古帝國攻進四川，董槐親率重兵扼守夔門，對於宋廷邊防多有建樹。寶祐三年（1255年），擔任尚書右丞相兼樞密使，並大刀闊斧整頓朝廷綱紀，但不久卽被宋理宗所寵幸的佞臣丁大全矯詔罷黜、流放邕州，他於當地安老逝世。
董槐為官，清正廉明，政績顯著，朝野聞名。《宋史》稱“董槐每上言，皆事無所隱，其本意在於格君心之非而不為君容所悅。槐自以為人主所振拔，苟可安利國家而無不為，然其務先人君之大體”。

## 延伸阅读
[在维基数据编辑]
 《宋史/卷414》，出自脱脱《宋史》